# Вратна (Неготин)
Вратна је насеље у Србији у општини Неготин у Борском округу. Према попису из 2022. у насељу је било 159 становника (према попису из 2011. има 260 становника (према попису из 2002. било је 316 становника). У близини села се налази манастир Вратна (XIV век), иза кога почиње кањон реке Вратне, познат по својим природним прерастима.

## Географске одлике
Вратна је сточарско-ратарско сеоско насеље збијеног типа удаљено 33 km северозападно од Неготина. Смештено је на 120 метара надморске висине, на реци Вратни, десној притоци Дунава. Северна географска ширина насеља је 44°22’40”, источна географска дужина 22°22’21”, а површина атара 2.696 хектара.
До овог насеља се може стићи асфалтним путем од Неготина преко насеља Јасеница, Штубик и Јабуковац, односно преко насеља Слатина и Уровица.
Атар села Вратна захвата слив Јабуче (Вратњанске Реке) до испод пута Јабуковац-Брза Паланка. Речна долина је уска и дубока а иза манастира Вратне прелази у клисуру, у којој су природне творевине камених врата, које народ зове Прерасти.
Куће су у долини и на странама Вратњанске Реке, око два километра испод манастира и допиру близу пута Јабуковац-Брза Паланка.

## Историја
Насеље је свој назив добило по природним каменим мостовима који се налазе у његовом атару, по њима назив носи и река која протиче испод њих, као и истоимени манастир посвећен Вазнесењу Господњем који потиче из 14. века. Први помен насеља налазимо у турским пописима 1530. године као насеље са 19 кућа, односно 1586. године као насеље са 2 куће. У време аустријске управе 1723. године имало је 90 кућа. Године 1864. село је било у манастирској парохији, са својих 87 кућа.
На Лангеровој карти забележена је Вратњанска Река под именом Jaoucka Ba (Јабуча) а у њеном горњем току манастир Raedno. На карти „Темишварски Банат“ забележена је Vratna. „У Вратни селу“ или „Вратни“ 1736. године било је забележено „15 кућа“ а 1789. године забележено је село Vratna. Село је забележено и 1811. године. Село је 1866. године имало 96 а 1924. године 100 кућа.
Вратна се осамосталила као општина 1903. године. Изашла је са Слатином из општине Уровичке, по жељи мештана и то краљевским указом.
У месту је 1896. године радила троразредна основна школа са 29 ђака. Учитељ је тада био Алекса Маринковић. Учитељ Прокопије Дамњановић је 1899. године оцењен највишом оценом. Јосиф Анћелић је дошао 1903. године из Брестовца да ради у месној школи. Школа је 1905. године била четвороразредна.

## Привреда
Земљорадничка задруга у Вратни основана је 1946. године, електричну расвету добија 1953. године, док задружни дом (за чију је изградњу урађен план 1948. године, а изградња започета 1986. године) ни до дана данашњег није завршен. Асфалтни пут Вратна добија 1974, а телефонске везе са светом 1985. године.

## Демографија
Према последњем попису из 2022. године у Вратни је живело 159 становника што је за 101 мање у односу на 2011. када је на попису било 260 становника. У насељу живи 143 пунолетних становника, а просечна старост становништва износи 54,84 година (57,13 код мушкараца и 52,46 код жена).
Према подацима пописа из 2022. у насељу има 67 домаћинства, а просечан број чланова по домаћинству је 2,36 а према истом попису у насељу има 155 стамбених јединица од којих је 67 насељених.
Ово насеље је углавном насељено Србима (према попису из 2002. године), а у последња три пописа, примећен је пад у броју становника.
Данашње насеље обједињује више махала које носе називе по фамилијама. Након Првог светског рата ово насеље је имало следеће фамилије: Страинешти или Ангелоњи (слава Петковица), Иконешти (слава Свети Никола), Гогешти и Добросав (слава Митровдан), Динуловићи (слава Свети Никола), Ивуце (слава Свети Врачи), Иринешти (слава Петковица), Погоцињи (слава Свети Никола), Ртанешти (слава Свети Стефан), Јајицешти (слава Свети Никола), Карлани (слава Свети Арханђео), Првујеви (слава Петковица), Несторешти (слава Свети Алимпије), Његулешти (слава Петковица), Николај (слава Свети Стеван), Царан (слава Мала Госпојина), Недељкоњи (слава Свети Арханђео), Унгурјани (слава Свети Стеван), Стефани (слава Свети Никола), Црношоњи (слава Свети Никола), Прашке (слава Свети Никола), Стојановићи (слава Свети Никола), Буљика (слава Петковица), Милићи (слава Свети Никола), Миљковићи (слава Петковица), Његоцешти (слава Свети Арханђео), Никешти (слава Петковица), Мађар (слава Свети Никола), Капуђештени (слава Свети Никола), Рабуловићи (слава Свети Никола), Јонашоњи (слава Мала Госпојина), Вељкови (слава Петковица), Стојкови (слава Петковица), Барбулешти (слава Петковица), Јоновићи (слава Петковица), Сфија (слава Петковица), Бербек (слава Петковица) и Дејанови (слава Петковица).
Антропогеографским и етнолошким изучавањима насеље је сврстано у влашка насеља.
Манастирска слава и заветина насеља је Спасовдан.
Становништво Вратне је православно, приликом пописа национално се изјашњава као српско и углавном се бави сточарством и ратарством.
Године 1921. Вратна је имала 100 кућа и 366 становника, године 1948. – 136 кућа и 567 становника, а 2002. године 187 кућа и 327 становника. По попису 1981. године на привременом раду у иностранству из овог насеља је било 89 становника.
Четвороразредна основна школа у насељу постоји од 1894. године (од 1957/58. године као подручно одељење школе у Јабуковцу). Школске 2006/2007. године има 15 ученика.
|  |

| Демографија | Демографија | Демографија |
| Година      | Становника  | Становника  |
| ----------- | ----------- | ----------- |
| 1948.       | 567         |             |
| 1953.       | 565         |             |
| 1961.       | 604         |             |
| 1971.       | 558         |             |
| 1981.       | 554         |             |
| 1991.       | 451         | 360         |
| 2002.       | 316         | 427         |
| 2011.       | 260         |             |
| 2022.       | 159         |             |

| Етнички састав према попису из 2002.‍ | Етнички састав према попису из 2002.‍ | Етнички састав према попису из 2002.‍ | Етнички састав према попису из 2002.‍ | Етнички састав према попису из 2002.‍ |
| ------------------------------------ | ------------------------------------ | ------------------------------------ | ------------------------------------ | ------------------------------------ |
|                                      |                                      |                                      |                                      |                                      |
| Срби                                 | Срби                                 |                                      | 212                                  | 67,08%                               |
| Власи                                | Власи                                |                                      | 81                                   | 25,63%                               |
| Румуни                               | Румуни                               |                                      | 4                                    | 1,26%                                |
| Муслимани                            | Муслимани                            |                                      | 1                                    | 0,31%                                |
| Македонци                            | Македонци                            |                                      | 1                                    | 0,31%                                |
| непознато                            | непознато                            |                                      | 17                                   | 5,37%                                |

| Година пописа     | 1948. | 1953. | 1961. | 1971. | 1981. | 1991. | 2002. |
| ----------------- | ----- | ----- | ----- | ----- | ----- | ----- | ----- |
| Број домаћинстава | 136   | 134   | 144   | 155   | 149   | 124   | 113   |

| Број чланова      | 1  | 2  | 3  | 4  | 5  | 6 | 7 | 8 | 9 | 10 и више | Просек |
| ----------------- | -- | -- | -- | -- | -- | - | - | - | - | --------- | ------ |
| Број домаћинстава | 29 | 35 | 17 | 11 | 10 | 7 | 2 | 2 | 0 | 0         | 2,80   |

| Пол    | Укупно | Неожењен/Неудата | Ожењен/Удата | Удовац/Удовица | Разведен/Разведена | Непознато |
| ------ | ------ | ---------------- | ------------ | -------------- | ------------------ | --------- |
| Мушки  | 132    | 22               | 90           | 11             | 9                  | 0         |
| Женски | 145    | 16               | 98           | 23             | 8                  | 0         |
| УКУПНО | 277    | 38               | 188          | 34             | 17                 | 0         |

| Пол    | Укупно                    | Пољопривреда, лов и шумарство | Рибарство                            | Вађење руде и камена | Прерађивачка индустрија       |
| ------ | ------------------------- | ----------------------------- | ------------------------------------ | -------------------- | ----------------------------- |
| Мушки  | 63                        | 53                            | 0                                    | 0                    | 0                             |
| Женски | 66                        | 59                            | 0                                    | 0                    | 0                             |
| УКУПНО | 129                       | 112                           | 0                                    | 0                    | 0                             |
| Пол    | Производња и снабдевање   | Грађевинарство                | Трговина                             | Хотели и ресторани   | Саобраћај, складиштење и везе |
| Мушки  | 0                         | 1                             | 2                                    | 0                    | 2                             |
| Женски | 0                         | 0                             | 0                                    | 0                    | 0                             |
| УКУПНО | 0                         | 1                             | 2                                    | 0                    | 2                             |
| Пол    | Финансијско посредовање   | Некретнине                    | Државна управа и одбрана             | Образовање           | Здравствени и социјални рад   |
| Мушки  | 0                         | 0                             | 0                                    | 1                    | 0                             |
| Женски | 0                         | 0                             | 0                                    | 0                    | 2                             |
| УКУПНО | 0                         | 0                             | 0                                    | 1                    | 2                             |
| Пол    | Остале услужне активности | Приватна домаћинства          | Екстериторијалне организације и тела | Непознато            | Непознато                     |
| Мушки  | 0                         | 0                             | 0                                    | 4                    | 4                             |
| Женски | 3                         | 0                             | 0                                    | 2                    | 2                             |
| УКУПНО | 3                         | 0                             | 0                                    | 6                    | 6                             |